# Killarney Nationalpark
Killarney Nationalpark (irsk: Páirc Náisiúnta Chill Airne), nær byen Killarney, County Kerry, var den første nationalpark i Irland, der blev oprettet, da Muckross Estate blev doneret til den irske fristat i 1932. Parken er siden blevet væsentligt udvidet og omfatter over 102,89 km2 med forskelligartet økologi, herunder Killarney-søerne, ege- og taksskove af international betydning og bjergtoppe. Den har den eneste flok kronhjorte på det irske fastland og den mest omfattende dækning af oprindelig skov, der er tilbage i Irland. Parken er af høj økologisk værdi på grund af kvaliteten, mangfoldigheden og omfanget af mange af dens levesteder og den brede vifte af arter, som de rummer, hvoraf nogle er sjældne. Parken blev udpeget som et UNESCO- biosfærereservat i 1981. Parken er en del af et EU-habitatområde og et fuglebeskyttelsesområde.
National Parks and Wildlife Service er ansvarlig for forvaltning og administration af parken. Naturbeskyttelse er parkens hovedformål, og økosystemer i deres naturlige tilstand værdsættes højt.  Parken er kendt for sit landskab, og rekreations- og turismefaciliteter er sørget for. 

## Klima og geografi
Killarney National Park ligger i det sydvestlige Irland tæt på øens vestligste punkt. Killarneysøerne og bjergene Mangerton, Torc, Shehy og Purple Mountains ligger i parken. Højder i parken varierer fra 22 til 842 moh. En stor geologisk grænse mellem devonsk gammel rød sandsten og kulholdig kalksten ligger i parken. Den underliggende geologi for størstedelen af parken er sandsten, hvor kalkstensfladerne forekommer på den lave østlige kyst af Lough Leane.
Lough Leane er den største af Killarney-søerne og indeholder over 30 øer. Nogle besøgende benytter sig af bådture til Innisfallen, en af de større øer på Lough Leane.
Den geologiske grænse, parkens brede vifte af højder og Golfstrømmens klimatiske indflydelse giver parken en varieret økologi.  Disse økosystemer omfatter moser, søer, hedeområder, bjerge, vandveje, skove, parker og haver. Parken er kendetegnet ved klipper og klippeudspring. Over 200 meters højde, er der bjergrige sandstensområder som understøtter store områder med terrændækkende mose og hede.

## Historie
Killarney National Park er et af de meget få steder i Irland, der kontinuerligt har været dækket af skov siden slutningen af den seneste istid for cirka 10.000 år siden. Der har boet mennesker i området siden bronzealderen, for cirka 4.000 år siden. Arkæologer har fundet beviser for, at kobberminedrift fandt sted i Ross Island- området i denne periode, hvilket tyder på, at området var af betydning for bronzealderens mennesker. Parken har mange arkæologiske seværdigheder, herunder en velbevaret stencirkel ved Lissivigeen. Skovene i parken er blevet forstyrret og ryddet i forskellige perioder siden jernalderen. Dette har forårsaget et gradvist fald i mangfoldigheden af træarter i parken. 
Nogle af de mest imponerende arkæologiske levn i parken er fra den tidlige kristne periode. Det vigtigste af disse funktioner er Inisfallen Abbey, ruinerne af en klosterbosættelse på Inisfallen Island i Lough Leane. Det blev grundlagt i det 7. århundrede af St. Finian Leper og var beboet indtil det 14. århundrede. Inisfallen annalerne, er en optegnelse over Irlands tidlige historie, blev skrevet af munkene i klostret fra det 11. til det 13. århundrede. Det menes, at klostret gav anledning til navnet Lough Leane, som betyder "Læringssøen".
Muckross Abbey blev grundlagt i 1448 af franciskanere og står også stadig, på trods af at det er blevet beskadiget og restaureret flere gange, da dets indbyggere blev angrebet. "Friars Glen" på Mangerton Mountain siges sædvanligvis at have været et af de steder, munkene ville flygte til, da klostret blev angrebet. Det centrale ved Muckross Abbey er en central gårdhave, der indeholder et enormt takstræ omgivet af en hvælvet korsgang. Det siges traditionelt, at dette træ er lige så gammelt som selve Muckross Abbey. Klosteret var begravelsesstedet for lokale høvdinge. I det 17. og 18. århundrede blev Kerry-poeterne Seafraidh O'Donoghue, Aogán Ó Rathaille og Eoghan Rua Ó Súilleabháin begravet der.
Efter den normanniske invasion af Irland var jorden omkring søerne ejet af McCarthys og O'Donoghues. Ross Castle er et tårnhus fra det 15. århundrede på kysten af Lough Leane. Det var engang høvdingen O'Donoghue Mórs bolig. Slottet blev udvidet i det 17. århundrede. Det er blevet restaureret og er åbent for offentligheden.  En elizabethansk militæroptegnelse fra 1580'erne beskriver Killarney-området som et sparsomt beboet vildnis med skov og bjerge.

### Oprettelse af parken
I 1910 købte amerikaneren William Bowers Bourn Muckross Estate som bryllupsgave til sin datter Maud i hendes ægteskab med Arthur Vincent. De brugte 110.000 pund på at forbedre ejendommen mellem 1911 og 1932 ved at bygge Sunken Garden, Stream Garden og en klippehave på et udspring af kalksten. 
Maud Vincent døde af lungebetændelse i 1929. I 1932 donerede Arthur Vincent og hans svigerforældre Muckross Estate til den irske stat til hendes minde. Ejendommen på 43,3 km2 blev omdøbt til Bourn Vincent Memorial Park. Den irske regering oprettede nationalparken ved at vedtage Bourn Vincent Memorial Park Act i 1932. Loven pålagde kommissærerne for offentlige arbejder at "vedligeholde og forvalte parken som en nationalpark med henblik på rekreation og nydelse for offentligheden." Mindeparken er kernen i nutidens udvidede nationalpark. 
Oprindeligt var den irske regering ikke i stand til at yde megen økonomisk støtte til parken, så den fungerede primært som en fungerende gård, der var åben for offentligheden.  Muckross House var lukket for offentligheden indtil 1964. 
Omkring 1970 var der offentlig uro over trusler mod Bourn Vincent Memorial Park. De irske myndigheder så på international praksis i klassificering og forvaltning af nationalparker. Det blev besluttet at udvide og genudnævne parken som en nationalpark, der stort set svarede til IUCN Kategori II . Der blev også truffet beslutning om at etablere andre nationalparker i Irland.  Næsten 60 km2 er blevet tilføjet til den oprindelige park, herunder de tre søer, Knockreer Estate, Ross Island, Innisfallen, og Glena, Ullauns, og Poulagowers townlands. Parken er nu mere end dobbelt så stor som den var i 1932. Efterhånden som den irske økonomi blev rigere, og opfattelsen af nationalparkernes rolle ændrede sig, blev der stillet mange flere penge til rådighed for parken. 

## Flora
Et stort antal plante- og dyrearter af interesse forekommer på stedet, herunder de fleste af de oprindelige irske pattedyrarter, flere vigtige fiskearter, herunder fjeldørred, og en række sjældne eller sjældne plantearter. Flere af dyre- og plantearterne i parken har en hiberno-lusitanean-udbredelse, hvilket betyder, at de kun forekommer i det sydvestlige Irland, det nordlige Spanien og Portugal . Hovedårsagen til dette er Golfstrømmens effekt på det sydvestlige Irlands klima. Parken er blevet udpeget som et biosfærereservat på grund af tilstedeværelsen af sådanne sjældne arter.
Betydelige mængder af plantearter fundet i parken har usædvanlige geografiske udbredelser og er af lokaliseret forekomst i Irland. Disse plantearter er grupperet inden for fire hovedkategorier: arktisk-alpine planter, atlantiske arter, nordamerikanske arter og meget sjældne arter. Atlantiske arter er arter, som ellers mest findes i det sydlige og sydvestlige Europa, f.eks. jordbærtræ, st. Patricks kål (Saxifraga spathularis) og storblomstret vibefedt (Pinguicula grandiflora). Nordamerikanske arter omfatter arter af blåøjeslægten (Sisyrinchium) og pibeurt (Eriocaulon).

## Fauna

### Pattedyr
De fleste pattedyr hjemmehørende i Irland og længe etablerede indførte arter findes i parken. Rødmus blev først identificeret i 1964 i det nordvestlige Kerry. Dens habitat er nu udvidet og omfatter nu parken. Skovmår er en anden bemærkelsesværdig art i parken.

#### Hjort
Parken har Irlands eneste tilbageværende vilde flok af indfødte kronhjorte (Cervus elaphus), der omfatter cirka 900 individer. Det er en stigning fra mindre end 100 individer i forhold til 1970. De findes i bjergområder i parken, for det meste på Mangerton- og Torc-bjergene. Denne flok har været uafbrudt i Irland i 4.000 år, siden kronhjortens tilbagevenden til øen, muligvis hjulpet af mennesker, efter den sidste istid for cirka 10.500 år siden. De var tidligere beskyttet af Kenmare og Muckross godser. Besætningen er ikke helt ren, fordi hjorte blev introduceret til besætningen for at forbedre gevirets kvalitet i det 19. århundrede. 
Drægtige hinde fra lavlandet går ofte til bjergene for at føde i begyndelsen af juni. Nationalparkens personale mærker kalvene. Selvom kronhjort og sikahjorte er i stand til at yngle, er der ikke registreret tilfælde af krydsning i parken. Kronhjort er fuldt beskyttet ved lov, og jagt på dem er ikke tilladt.
Sikahjorte (Cervus nippon) blev introduceret til parken fra Japan i 1865. Bestanden er steget betydeligt siden da. Det anslås, at der også er op til 1000 Sikahjorte i Killarney Nationalpark. I parken findes de både på åbne højland og skove. 

### Fuglearter
Parken har et rigt fugleliv og er af ornitologisk betydning, fordi den understøtter en bred vifte af fugle. 141 fuglearter er blevet registreret i parken, inklusive overvintrende vandfuglearter. Adskillige arter, som ellers er sjældne i Irland, er til stede, især skovarterne rødstjert (1-2 par), skovsanger (1-2 par) og havesanger (muligvis op til 10 par). Dalrype og ringdrossel er på IUCNs røde liste over arter af høj bevaringsmæssig betydning (1-2 par hver). Grønlandsk blisgås, dværgfalk og vandrefalk er opført på bilag I til EU's fugledirektiv. Andre bemærkelsesværdige arter, der findes i parken, er alpeallike, natravn og fiskeørn. Fiskeørnen passerer nogle gange gennem parken, mens den trækker mellem det nordlige Afrika og Skandinavien. Historiske beretninger og stednavne tyder på, at fiskeørnen ynglede i området tidligere. Kongeørne ynglede engang i parken, men blev udryddet omkring 1900 som følge af forstyrrelser, ægrøvere og forfølgelse.

### Fiskearter
Søerne i Killarney indeholder mange ørreder og en årlig omgang laks. Sjældne arter fundet i søerne er fjeldørred og Killarney-skygge. Søerne har naturlige bestande af ørred og laks, der kan fiskes, kun underlagt sædvanlige irske lakselicensbestemmelser.

### Hvirvelløse dyr
Adskillige usædvanlige hvirvelløse arter kan findes i Killarney-dalen. Nogle af disse arter, herunder den arktisk smaragdlibel (Somatochlora arctica) og adskillige arter af vårfluer og stenfluer, findes normalt meget længere nordpå i Europa. De menes at være reliktarter, der blev efterladt i Killarney efter isens sidste tilbagetog. Guldsmeden arktisk smaragdlibel der er den sjældneste irske guldsmed, findes kun i parken. Den yngler i lavvandede bassiner i moser.

## Turisme
Parken er åben for turisme året rundt.  Der er et besøgs- og uddannelsescenter i Muckross House. Der er et netværk af stier i områderne Knockreer, Muckross og Ross Island, som kan bruges af cyklister og vandrere. The Old Kenmare Road og banen omkring Tomies Oakwood har udsigt over Lough Leane og Killarney. Sejlture på søerne er tilgængelige.